# Bra
Bra (Bra in piemontese) è un comune italiano di 29 733 abitanti della provincia di Cuneo in Piemonte. Si trova nel territorio del Roero.

## Geografia fisica

### Territorio
Bra si trova equidistante da Torino e da Cuneo (50 km rispettivamente a sud e a nord-est). Alba dista 15 km.
Fa parte della provincia di Cuneo, di cui è il terzo comune più popoloso e rientra nell'arcidiocesi di Torino.
Non è attraversata da fiumi o corsi d'acqua di rilievo, tuttavia la frazione Pollenzo è toccata dal Tanaro nei pressi della ex-tenuta Reale.
Il territorio è caratterizzato da una vasta pianura, dove si è sviluppata la città e una collina, che ospita parte del centro storico.
Il rilievo collinare del comune di Bra è di fatto l'inizio della zona del Roero.

### Clima
Bra è caratterizzata da un clima temperato sub-continentale. Le piogge cadono prevalentemente in autunno ed in primavera. Si hanno due minimi pluviometrici distinti: uno principale in inverno, piuttosto marcato (23 mm a gennaio e 34 mm a febbraio), ed uno secondario estivo (47 mm ad agosto). Gli inverni sono freddi (il mese più freddo, gennaio, ha una media di +1 °C), mentre le estati sono piuttosto afose e soleggiate (+30 °C a luglio).

## Origini del nome
Il nome "Bra" deriva dalla parola longobarda brayda che indica una proprietà con esteso appezzamento di terreno adibito a pascolo (la stessa origine etimologica di Piazza Bra a Verona). Un'ipotesi alternativa è l'origine celtica da braille o braye con il significato di "pascolo" o "alpeggio" (cfr. toponimi di La Braille, La Braye, Le Brâ in Savoia e in Svizzera Francese e quello di Brallo di Pregola nell'Oltrepò Pavese).

## Storia
Le origini e gli insediamenti umani nella zona di Bra sono antichissimi, tanto che la presenza umana è accertata già durante l'era neolitica. Nel periodo romano venne fondata alla fine del II secolo a.C. lungo la valle del Tanaro la città di Pollentia (attuale Pollenzo), importante centro di traffico commerciale e militare tra i porti liguri e la pianura piemontese. Dopo la battaglia di Pollenzo, 6 aprile 402, quando le truppe romane comandate da Stilicone affrontarono e misero in fuga i Goti di Alarico, iniziò la decadenza di Pollentia. Alcuni toponimi nei dintorni di Bra, come la località Gotta, situata sulle colline di Bandito, una frazione tra Bra e Sanfrè, sono da considerarsi, secondo uno storico locale, il prof. Edoardo Mosca, antichi toponimi di origine gotica. Forse, sempre secondo il Mosca, si trattava di stanziamenti in loco di truppe gotiche rimaste tagliate fuori dal grosso dell'esercito di Alarico in ritirata.
A seguito della decadenza di Pollentia, iniziò lo spostamento dei suoi abitanti verso l'altopiano dell'odierna Bra, ritenuto più sicuro.

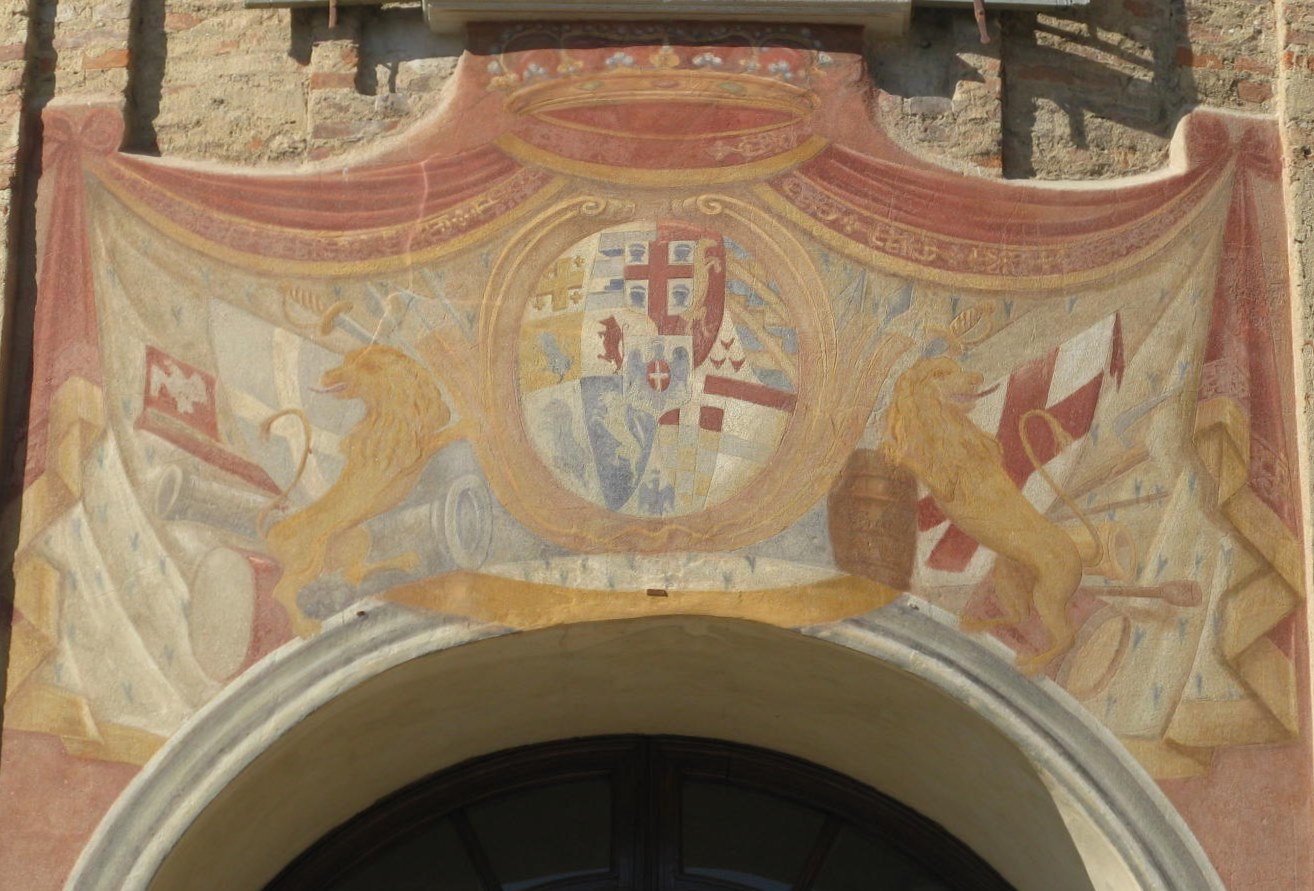
Stemma sabaudo sul Palazzo Comunale

Bra venne elevata al rango di città da Carlo Emanuele III di Savoia con lettere patenti datate 20 febbraio 1760. Lo stesso sovrano concesse la città di Bra in appannaggio (e dunque non in feudo) al proprio secondogenito Benedetto di Savoia, duca del Chiablese, con il titolo di principe, mediante lettere patenti datate 8 febbraio 1763.
Il Settecento fu il secolo che vide la città di Bra espandersi e fiorire sotto il profilo architettonico, anche grazie alla presenza di Bernardo Antonio Vittone, architetto che realizzò due capolavori dell'arte tardo-barocca: la tondeggiante facciata del Palazzo Municipale e la chiesa di Santa Chiara. L'Ottocento diede a Bra uomini di notevole levatura in più campi. San Giuseppe Benedetto Cottolengo (nato a Bra nel 1786), che fondò la Piccola casa della Divina Provvidenza. Tra gli uomini di studi e scienza si ricordano il latinista G.B. Gandino, l'archeologo Edoardo Brizio, gli scienziati naturalisti Ettore e Federico Craveri (fondatori del Museo di scienze naturali, che oggi porta il loro nome).
Negli anni della seconda guerra mondiale, tra il 1940 e il 1943, furono internati a Bra 17 profughi ebrei (incluse famiglie con bambini). Dopo l'8 settembre 1943, con l'occupazione tedesca, il gruppo prontamente si disperse. Alla fine tutti gli internati riuscirono a salvarsi (alcuni rimanendo nascosti in zona, altri dirigendosi verso sud incontro all'esercito alleato).

### Simboli
Lo stemma, riconosciuto con decreto del Capo del Governo del 4 febbraio 1935, è così blasonato:
(DCG del 4 febbraio 1935)
All'atto pratico, lo stemma è declinato in due fogge: in quella arcaica, è un ancile accartocciato, sostenuto da due grifoni rimiranti (col capo rivolto all'indietro). Nell'epoca fascista le forme vennero nettamente semplificate, eliminando il cartoccio e trasformandolo in uno scudo francese moderno, retto da due grifoni rampanti affrontati "al naturale", accompagnato in punta dalla lista bifida di azzurro con il motto latino Ornat non onerat ("È un ornamento e non un peso") in lettere maiuscole d'argento. Stemma e motto sono ripresi dall'arma della famiglia Bra del Piemonte: di rosso, a due croci d'argento, 1 ed 1, ornate dalla corona comitale.  Alla caduta del fascismo venne abraso il Capo del Littorio.
Il gonfalone, concesso con regio decreto dell'8 marzo 1937, è costituito da un drappo di rosso su cui campeggia l'arma sopra descritta nelle forme "semplificate".

Stemma comunale in epoca fascista, con Capo del Littorio, scudo di foggia differente, lista bifida e i grifoni rampanti (non rimiranti).
Stemma comunale in forma semplificata in uso dal secondo dopoguerra, come presente sul gonfalone.

## Monumenti e luoghi d'interesse

### Architetture religiose

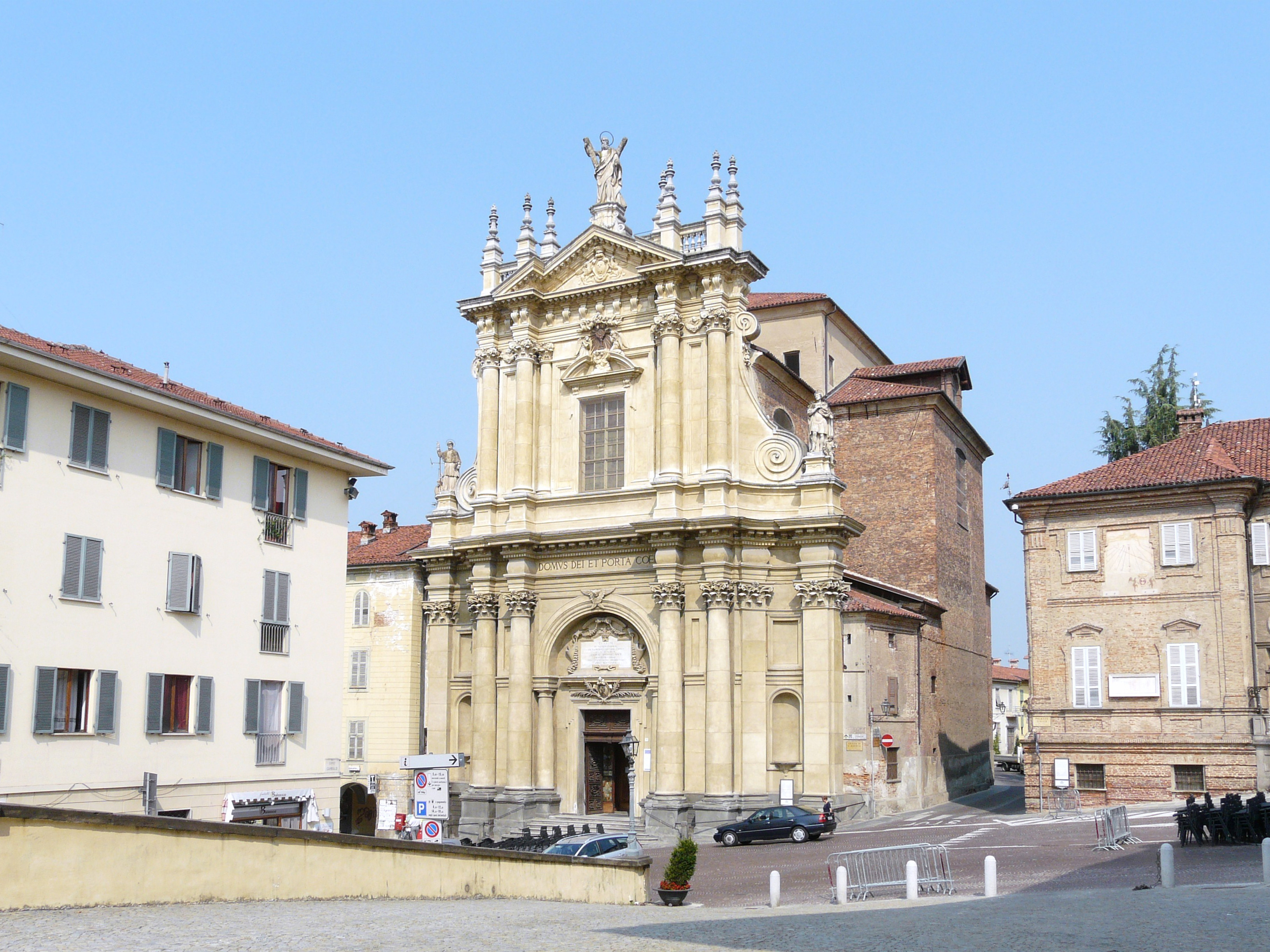
La chiesa di Sant'Andrea

- chiesa parrocchiale di Sant'Andrea in stile barocco, eretta su disegno di Gian Lorenzo Bernini sotto la guida di Guarino Guarini.
- la chiesa parrocchiale di Sant'Antonino Martire conserva le statue del 1728 Sant'Anna con la Vergine bambina e di San Gioacchino con la Vergine bambina dello scultore Carlo Giuseppe Plura ed i dipinti di Rodolfo Morgari Madonna con la Cintura e santi e La Vergine con san Gioacchino, del 1874.
- chiesa parrocchiale di San Giovanni Battista.
- santuario della Madonna dei Fiori, patrona di Bra. Fa parte della parrocchia di San Giovanni Battista, e conserva la statua della Vergine dello scultore Giuseppe Realini[10]. La facciata del santuario presenta uno dei più importanti mosaici realizzati da Marko Ivan Rupnik. Il nome del santuario è dovuto alla tradizione secondo la quale a Bra, il 29 dicembre 1336, a una giovane donna incinta, Egidia Mathis, sarebbe apparsa la Madonna. La giovane, minacciata da alcuni mercenari presso un piloncino votivo con l'effigie di Maria, sarebbe stata salvata dall'improvvisa apparizione che mise in fuga i malfattori, mentre tutt'intorno, pur in pieno inverno, i cespugli di pruno selvatico sarebbero fioriti improvvisamente. Tuttora questi cespugli fioriscono inspiegabilmente in pieno inverno, anziché in primavera[11].
- chiesa di Santa Maria degli Angeli ora cappuccina.

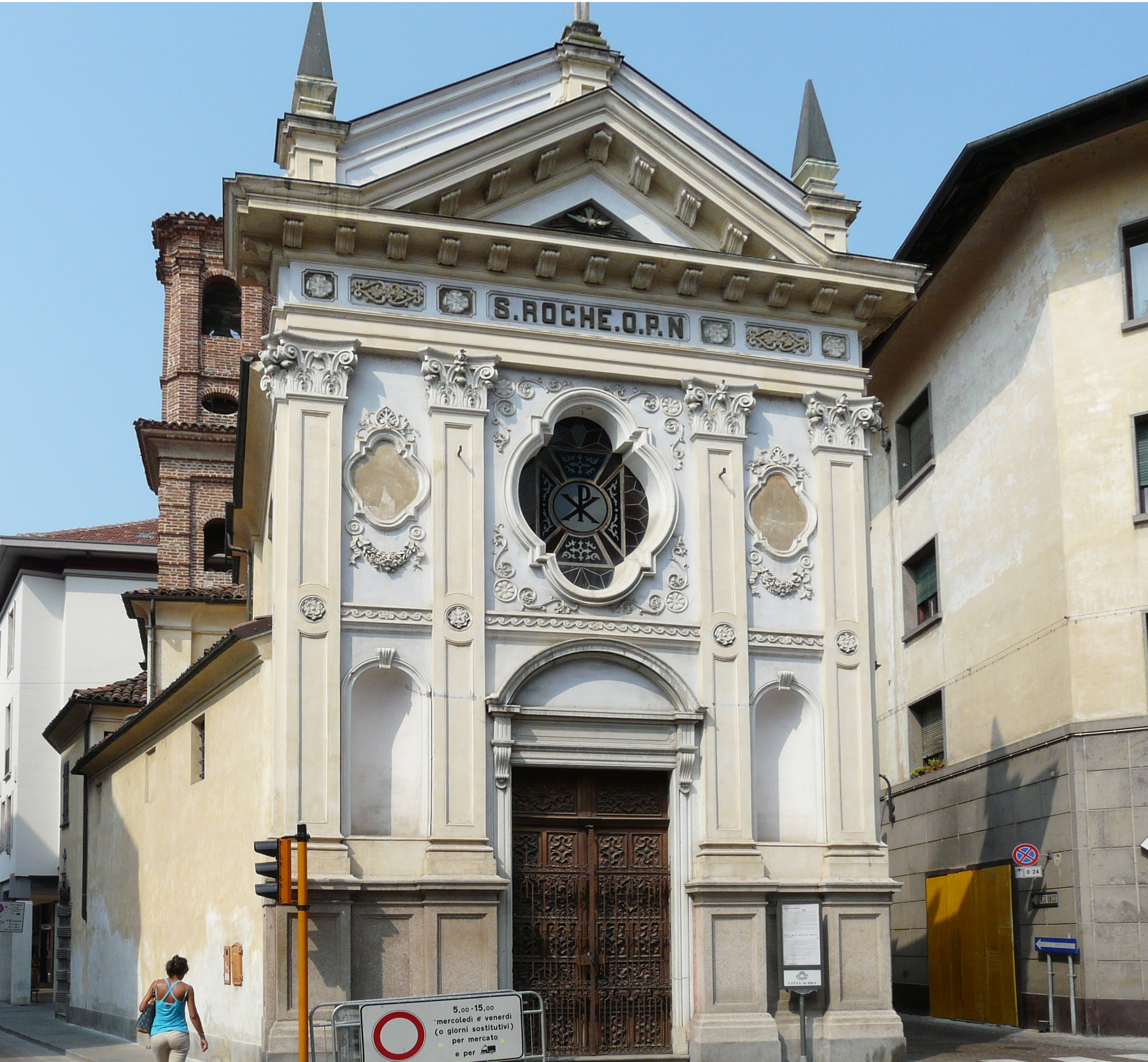
Chiesa di San Rocco

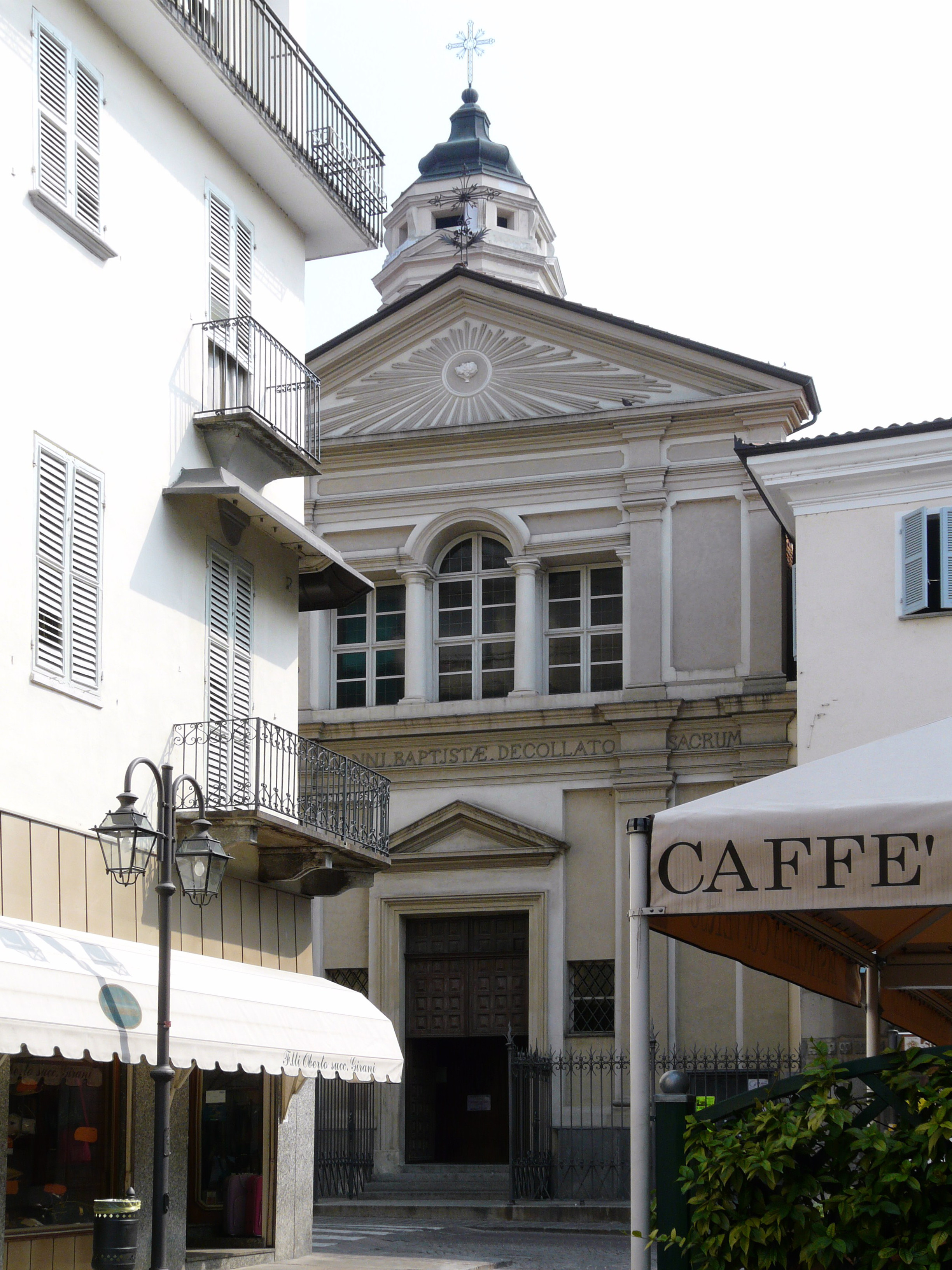
Chiesa di San Giovanni Decollato

- chiesa di San Rocco ora sede della parrocchia ortodossa di Santa Caterina d'Alessandria
- chiesa di San Giovanni Decollato (o dei Battuti Neri) sede della Confraternita della Misericordia
- chiesa di San Giovanni "Lontano"
- chiesa di Santa Chiara progettata da Bernardo Antonio Vittone fu fatta costruire dalle Monache Clarisse. I lavori iniziarono il 27 maggio 1742 e fu aperta al pubblico nel 1748 anche se non completata. La pianta è quadrilobata e tutta la costruzione è impostata su quattro grandi pilastri che sorreggono il complesso gioco dei coretti, della doppia cupola e del cupolino. La doppia cupola è traforata (cupola diafana). Attraverso le quattro aperture mistilinee della cupola inferiore si possono vedere le pitture affrescate nella cupola inferiore, illuminate dalla luce che proviene da diverse aperture. In questo interno la luce è la protagonista assoluta della vicenda architettonica. Gli stucchi sono di Bernardino Barelli mentre la decorazione pittorica è opera del braidese Pierpaolo Operti. Le clarisse abbandonarono la chiesa nel 1883 e nel 1892 iniziarono la costruzione di un monastero in viale Madonna dei Fiori; Santa Chiara ancora oggi è di proprietà dei frati cappuccini.
- chiesa parrocchiale di San Vittore in località Pollenzo
- chiesa parrocchiale di San Lorenzo in località Riva
- chiesa della Trinità (o dei Battuti Bianchi) di epoca Secentesca

### Architetture civili

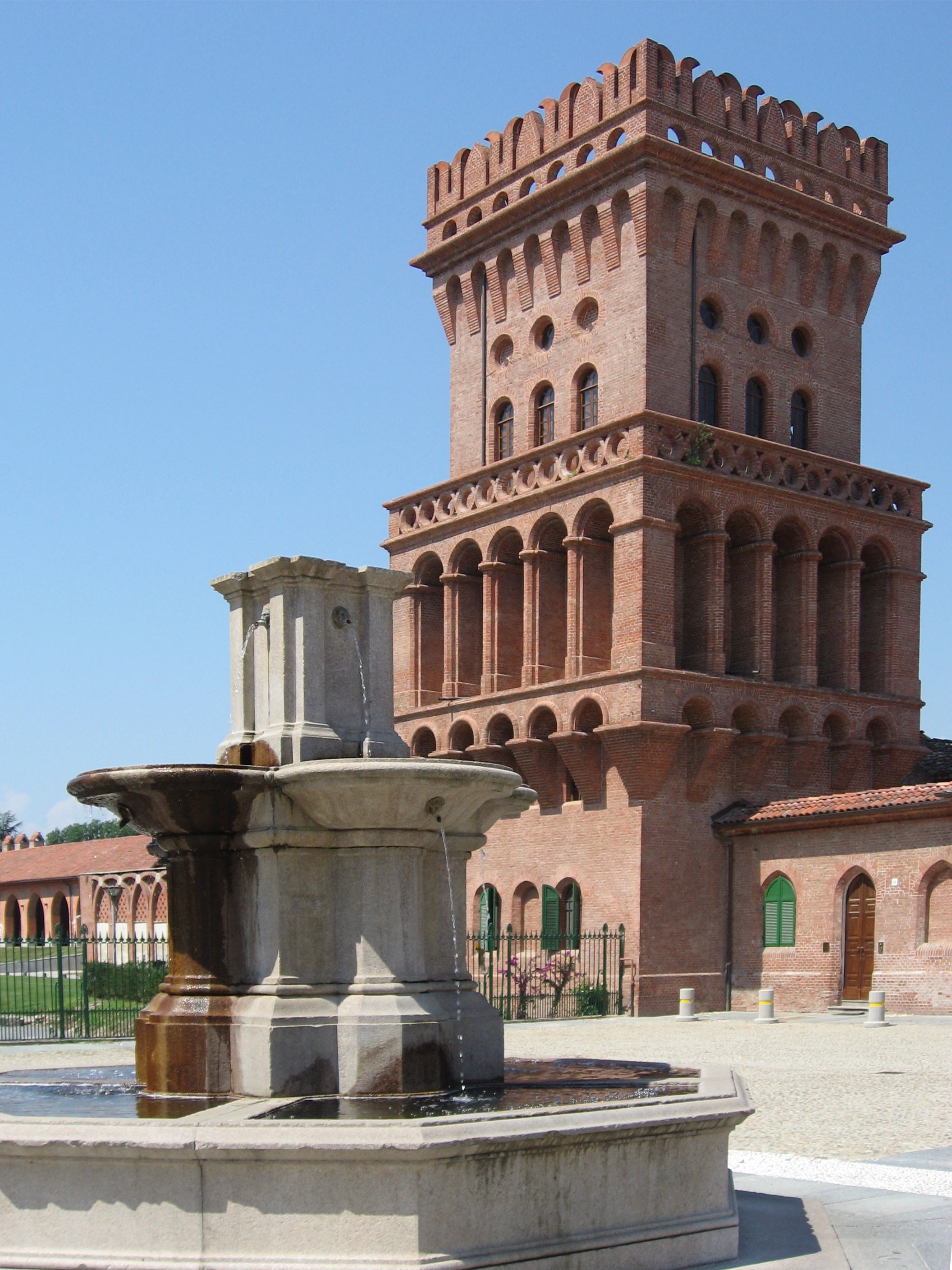
Torre nel castello di Pollenzo

- Castello di Pollenzo, patrimonio dell'umanità dell'Unesco in quanto fra le Residenze sabaude in Piemonte. Tutti gli edifici sono in stile neogotico.

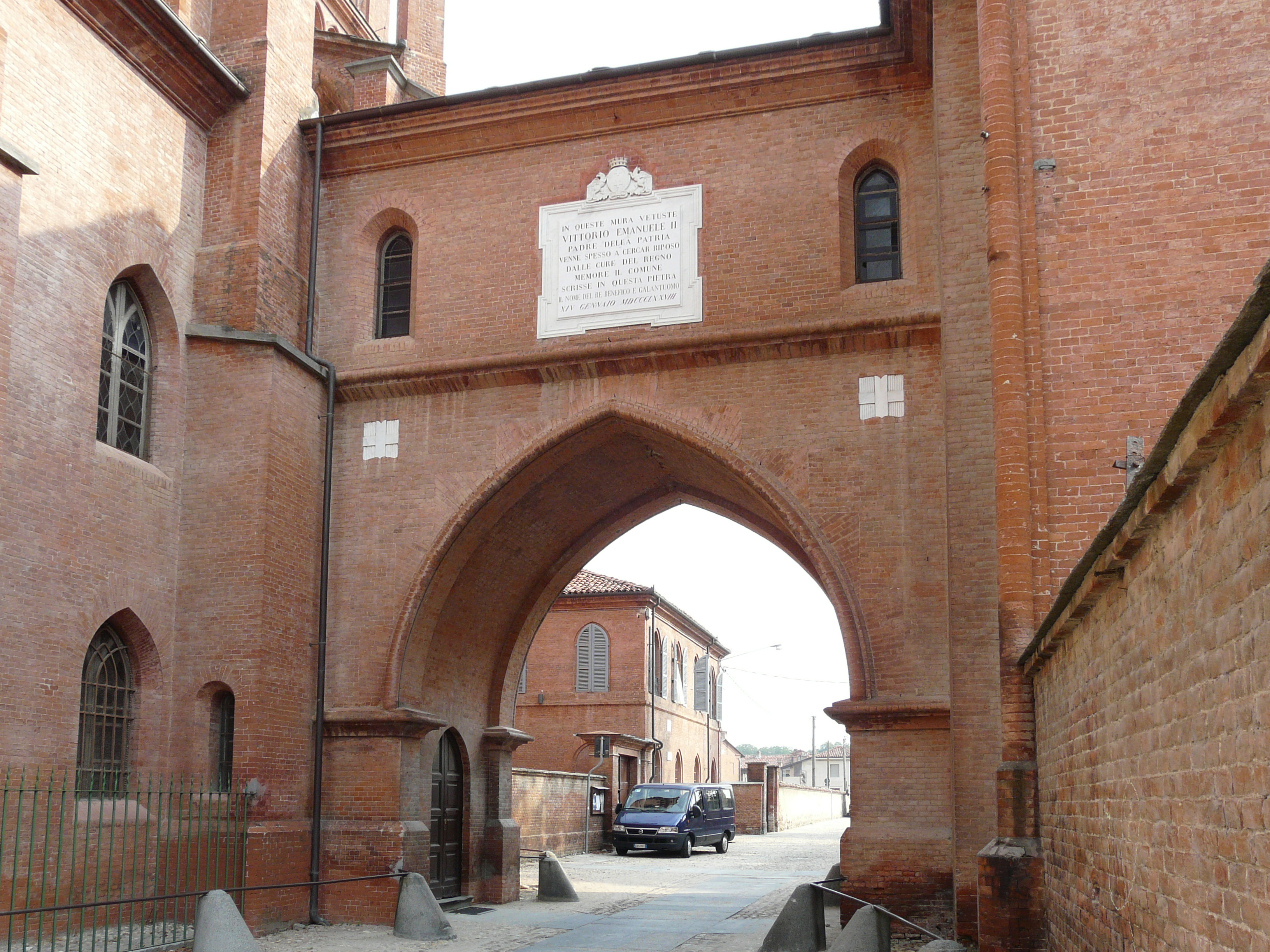
Porta di Pollenzo

- Real Borgo di Pollenzo. Pollentia era un'antica città romana che raggiunse i massimi splendori nell'età Giulio-Claudia. Molti reperti, ritrovati in diverse campagne di scavo sono conservati nel Museo archeologico di Palazzo Traversa. Durante il Medioevo si ridusse a modesto borgo agricolo e presidio di comunità religiose, fra cui i benedettini di Novalesa-Breme. Una fortificazione era già presente prima del 1238 ma bisogna attendere molti secoli per arrivare alla forma attuale del castello ed in particolare quando passa al patrimonio dei Savoia, nel 1838. Carlo Alberto avvierà imponenti lavori affidandone la cura agli architetti di corte Pelagio Palagi e Ernesto Melano. Oltre al restauro del castello, fu realizzato il borgo con la chiesa di San Vittore, la piazza con il porticato, l'Agenzia e una grande torre quadrata munita di merli. Nella chiesa si trova il coro ligneo proveniente dall'abbazia di Staffarda. Il castello e la immensa tenuta agricola sono oggi di proprietà privata mentre gli edifici dell'Agenzia sono stati al centro di un'iniziativa promossa da Slow Food, dalla Regione Piemonte e dalla Città di Bra. Ne è nata una società mista denominata "Agenzia di Pollenzo" che ha completamente restaurato l'area e avviato, fra l'altro, l'Università di Scienze Gastronomiche e la Banca del Vino[12]. Gli spazi esterni, piazza e vie della frazione di Pollenzo, sono stati oggetto di opere di restauro finanziate dal Ministero dei beni e delle attività culturali e del turismo.
- La Zizzola[13]: edificio simbolo della Città. A pianta ottagonale con due piani sormontati al centro da una torretta, è situata sul punto più alto della Città: la collina di Monteguglielmo in prossimità del quale fino al XVI secolo era situato l'antico castello. La guida di Bra del 1875: ".. di proprietà dell'avv. Maffei, elegante e graziosa rotonda che domina la città. Vuole la tradizione che dietro questa villa, su di uno spianato che ancora si ammira, le streghe convenissero una volta a festeggiare il sabato". Dunque era una villa di campagna che i ricchi padroni aprivano ad amici per feste e ricevimenti. Nel 1962 la Zizzola fu donata al comune di Bra da Guido Fasola, alla cui famiglia apparteneva dal 1915 con il vincolo che l'edificio fosse destinato a sede di convegni o di museo o di altre attività di carattere pubblico e il terreno destinato a giardino o parco pubblico. Nel parco si tengono manifestazioni culturali e di intrattenimento organizzate prevalentemente nella bella stagione.

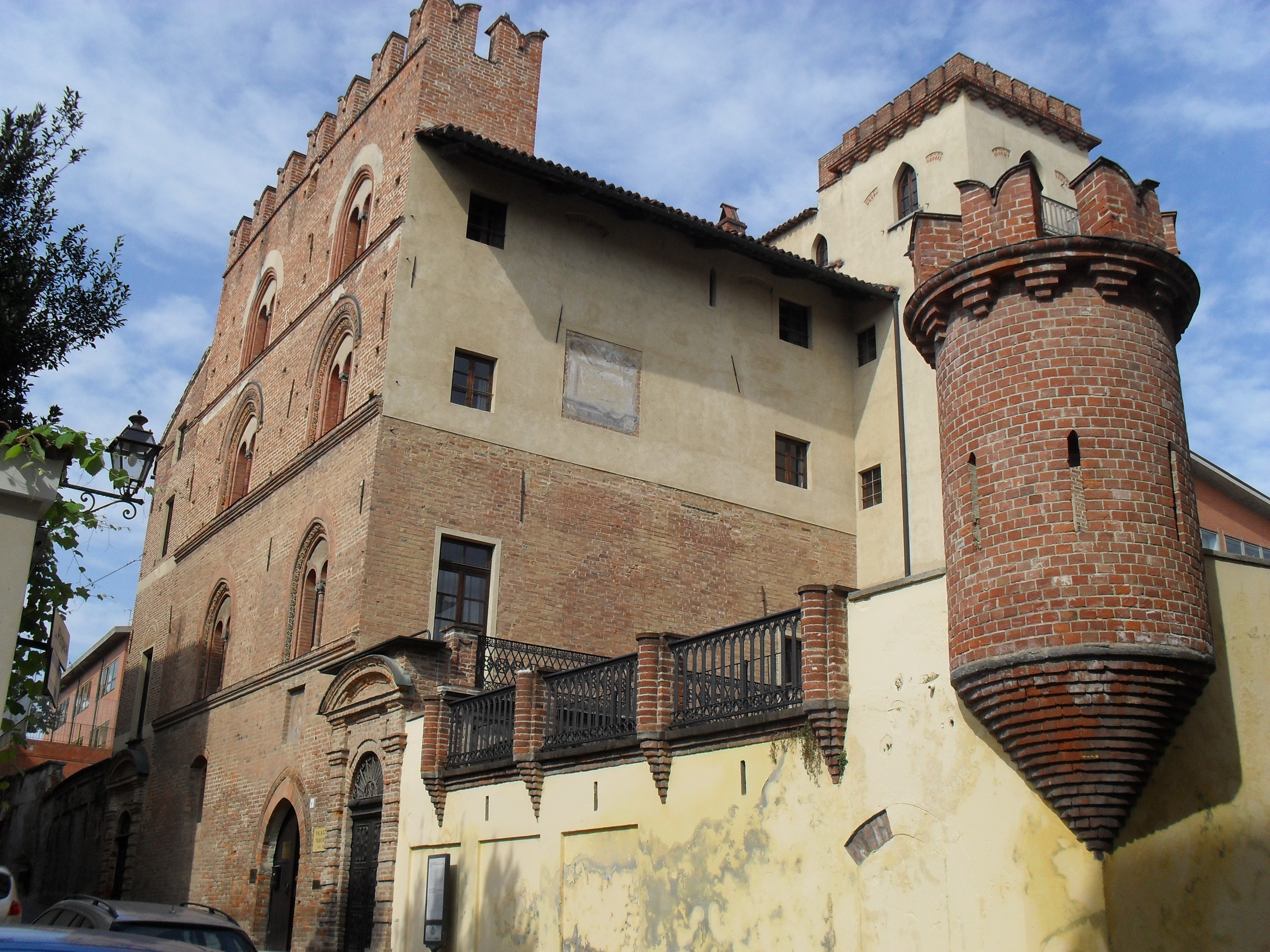
Palazzo Traversa

- Palazzo Traversa: il nucleo originario risale alla metà del XV secolo ed è adibito, dopo i lavori di restauro compiuti negli anni ottanta, a Museo di Archeologia e Storia dell'Arte. Raggruppa reperti provenienti dall'antica Pollenzo (fondata dai romani) e opere d'arte locale dal Seicento all'epoca contemporanea. Fa parte del sistema dei "Castelli Aperti" del Basso Piemonte. È il solo edificio di forme gotiche rimasto in città e nel corso dei secoli è stato oggetto di vari interventi. Fu costruito da un ramo della famiglia dei Malabayla di Asti. Dopo vari passaggi pervenne agli Alberione che lo fecero ornare di merli ghibellini dopo il 1666. Nella Guida di Bra del 1907 l'edificio è indicato come proprietà di Don Traversa, da cui il nome attuale. Nel 1935 gli allora proprietari, la famiglia Boglione, lo donarono al Comune affinché fosse allestito un museo. La parte più interessante dell'edificio, che è anche quella che presenta la qualità architettonica più alta, è il prospetto sui via Parpera.[14]

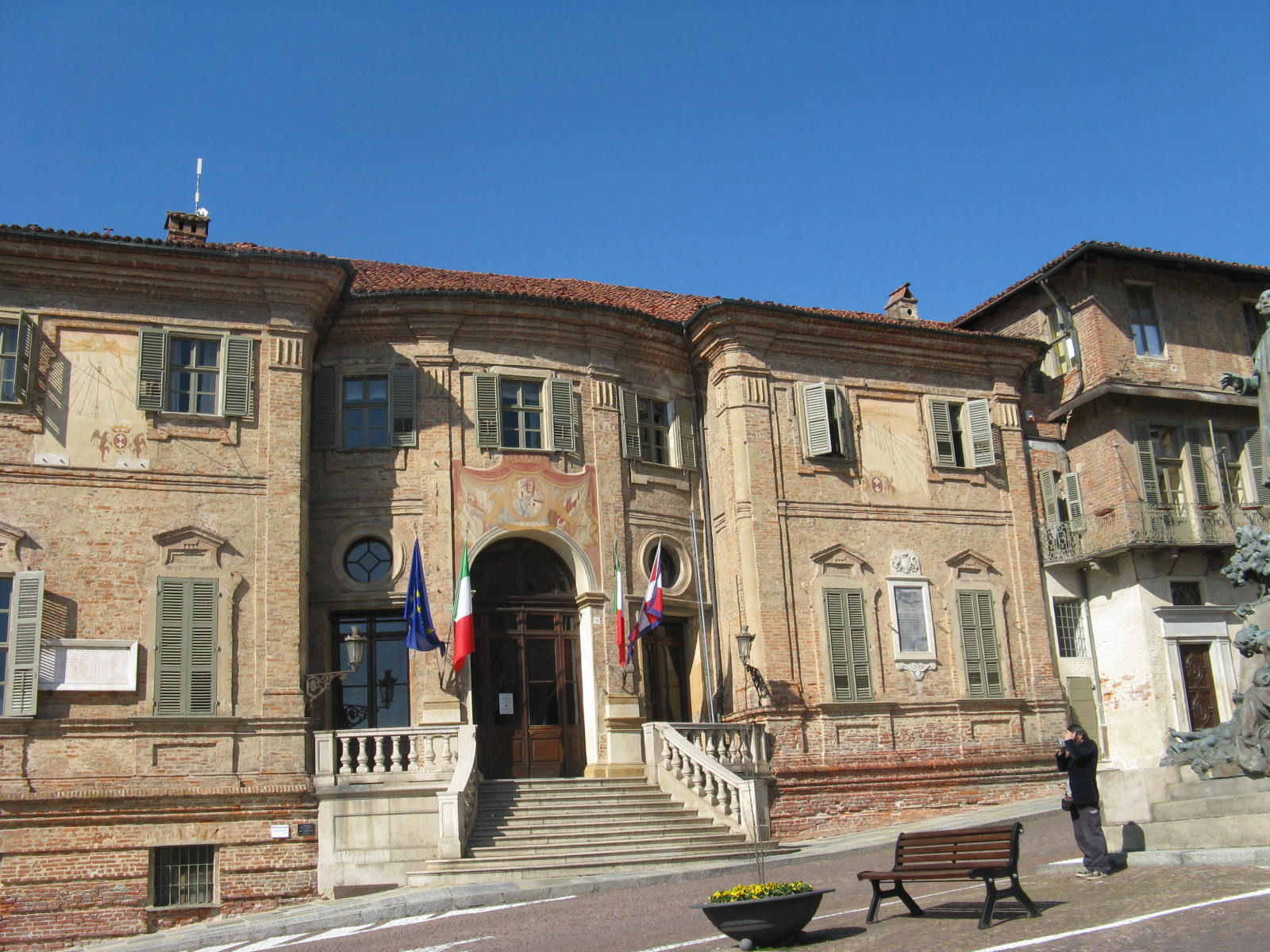
Municipio di Bra

- Palazzo Comunale: Edificio di origine medioevale; come altri edifici cittadini subì rifacimenti e trasformazioni per essere adattato alle esigenze della città che cresceva. L'intervento che lo portò alla forma attuale fu operato fra il 1730 e il 1732 dall'architetto Bernardo Antonio Vittone su incarico del comune. La facciata ha una parte centrale convessa affiancata da due corpi laterali rettilinei ed evidenzia analogie con Palazzo Carignano a Torino, di cui riprende l'andamento tripartito. L'accesso alla parte storica è dato da una scala ad invito aggiunta intorno al 1897 che conduce alla grande porta ad arco affiancata da due aperture rettangolari con sovrastante occhio circolare.

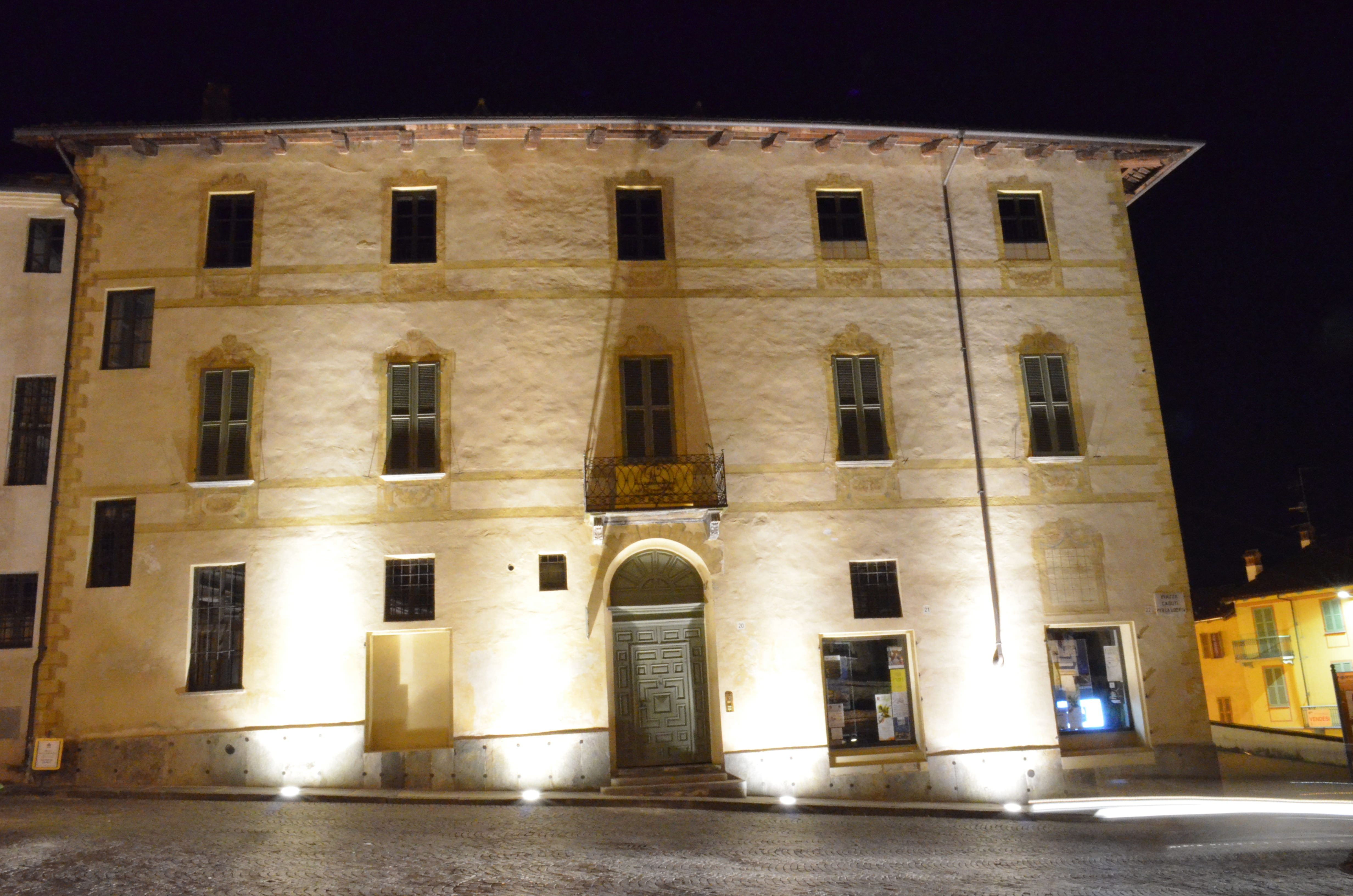
Palazzo Mathis

- Palazzo Mathis: Il Palazzo, di origine trecentesca, sorge davanti al municipio e i primi proprietari furono i Solaro, famiglia astigiana. Il capitano Giacomo Solaro, in qualità di governatore del castello di Bra, si trovò nel 1552 a comandare la difesa della città, alleata con i francesi, contro il duca di Savoia, Emanuele Filiberto. La fortezza cadde e fu distrutta e i Solaro scomparvero da Bra, lasciando anche il loro palazzo. Dal 1652, per oltre due secoli fu di proprietà dei Boasso che nel 1870 lo vendettero agli Icheri di Malabaila. I Boasso operarono molte trasformazioni accorpando tre edifici nell'insieme che oggi compone il palazzo. Nel 1878 l'edificio passò al Masenza che nel 1906 lo cedette ad Ambrogio Mathis. Il comune acquistò il palazzo dagli eredi Mathis nel 1978. Oggi, completamente restaurato dal comune e dalla Fondazione Cassa di Risparmio di Bra è sede degli uffici cultura e turismo e, al piano nobile, ospita mostre e rassegne culturali, oltre ad accogliere una raccolta permanente di opere dell'artista cheraschese Romano Reviglio.

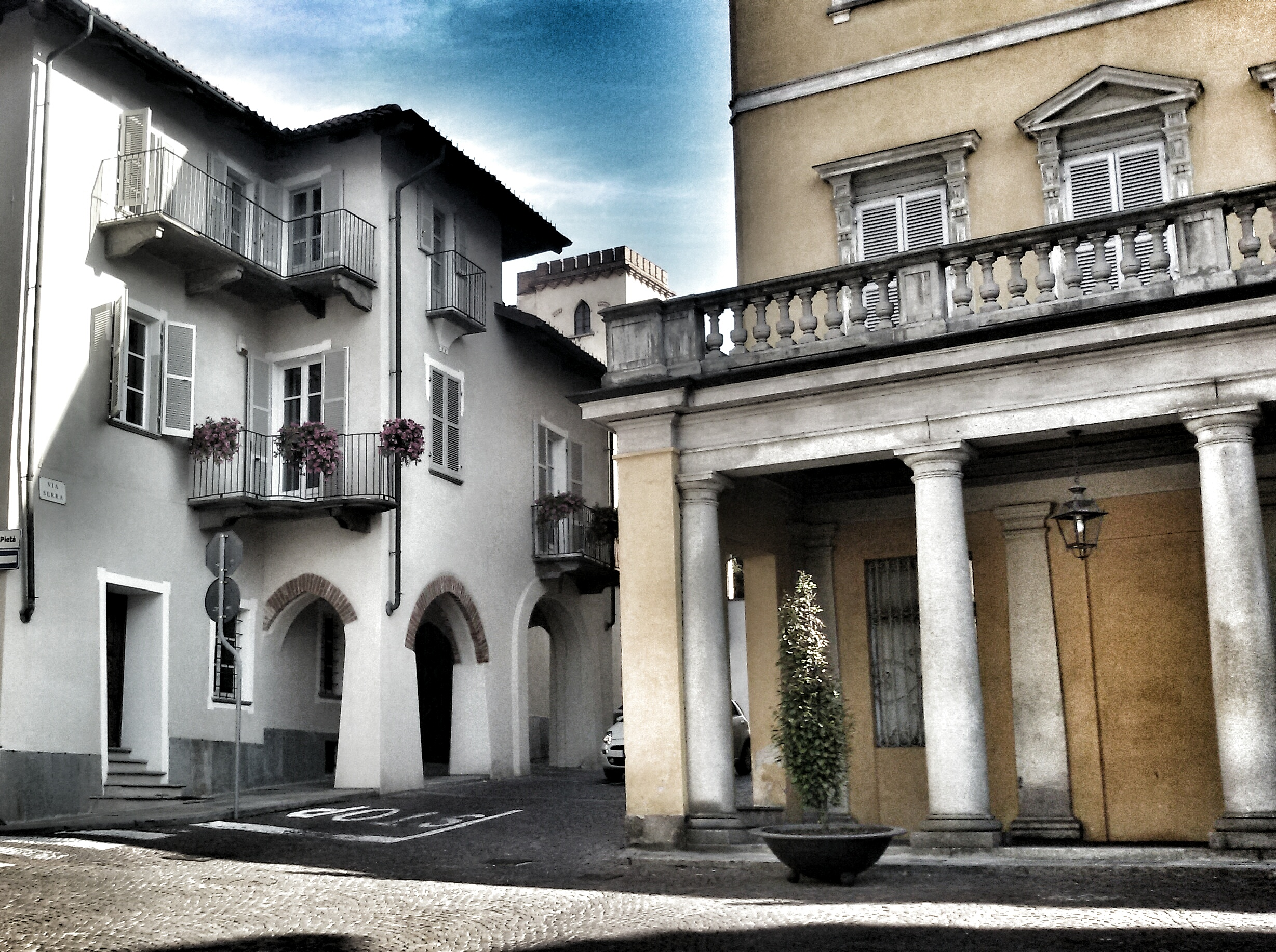
Palazzo Garrone

- Palazzo Garrone: È di fondazione medievale ma subì radicali trasformazioni nel corso del XVII secolo. Vari i passaggi di proprietà e significativo fu il periodo in cui vi abitarono gli Albrione di Rorà che abbellirono la residenza. La Guida di Bra del 1875 cita come nuovi proprietari i Garrone, da cui il nome attuale. Il generale Andrea Massena, al seguito di Napoleone, pare abbia alloggiato nel Palazzo. Il comune ne diviene proprietario nel 1882 e lo adibisce dapprima a caserma e poi vi trasferisce alcuni uffici. Per molti anni ospiterà scuole e quindi la pretura e poi la sezione distaccata del tribunale di Alba. Sul piano architettonico la parte di maggior pregio è quella settecentesca e l'atrio con lo scalone in stile vittoriano.
- Teatro Civico Politeama Boglione: Fu inaugurato il 1º settembre 1900 e costruito grazie al lascito di Giuseppe Boglione. Progettista il milanese Achille Sfondrini. Più volte rimaneggiato, negli anni cinquanta subisce un rifacimento che ne modifica completamente l'interno con la demolizione dei loggiati. Fu teatro e cinema per molti anni e poi chiuso nel 1985. "Riapre" nel 2004 dopo un consistente restauro anche se in chiave moderna. L'esterno è quello dello Sfondrini con un grande colonnato e la cupola che sovrasta l'edificio. Ospita rassegne teatrali e musicali.[15]

## Società

### Evoluzione demografica
Abitanti censiti

### Etnie e minoranze straniere
Al 31 dicembre 2023 la popolazione residente è di 3 996 persone, pari al 13,24% della popolazione.

### Istituzioni, enti e associazioni
Il presidio ospedaliero è situato nel comune di Verduno dove è attivo l'ospedale unico di Alba e Bra, denominato "Pietro e Michele Ferrero". Il vecchio nosocomio "Santo Spirito" è stato trasformato in Casa della Salute.
Bra ha ospitato per decenni un presidio militare che in ultimo è stato sede del Centro Addestramento Reclute degli Alpini.
Migliaia di giovani hanno trascorso i primi mesi di servizio militare nelle caserme Trevisan, Pellizzari, Guala e Cavalli, chiuse dal 1975.
Oggi i complessi militari sono stati recuperati in edifici privati, pubblici e comunali: il complesso Trevisan oggi è in parte trasformato in edifici residenziali e ospita il Centro Anziani comunale, la sede della Polizia stradale e Guardia di Finanza, la caserma Pellizzari oggi è la scuola primaria "Edoardo Mosca", la caserma Cavalli è diventata la sede del centro polifunzionale "Giovanni Arpino" e la biblioteca civica, infine, la caserma Guala è in parte utilizzata per la sede locale della Croce Rossa Italiana, per l'asilo nido comunale "Cesara e Enrico Garbarino", e per magazzini comunali
A Bra nasce nel 1986 l'associazione Slow Food, ente conosciuta a livello globale che si occupa della promozione del diritto a vivere il pasto innanzitutto come un piacere, oltre che per la difesa della biodiversità e dei diritti dei popoli alla sovranità alimentare.

### Tradizioni e folclore
- La festa patronale si svolge l'8 di settembre con la devozione della Madonna dei Fiori e la tradizionale processione. Nella ricorrenza si ricorda l'apparizione della Madonna che giunse in salvo di Egidia Mathis il 29 dicembre 1336 assalita e insidiata dai due mercenari. In pieno inverno il pruneto selvatico nei pressi del Santuario fiorisce.
- Altro Santo Patrono è San Sebastiano.

Si svolgono delle processioni nel periodo pasquale; quella dell'Addolorata si tiene il venerdì sera della settimana precedente la Pasqua, per iniziativa della Confraternita della Misericordia (Battuti Neri) e quella dalla Resurrezione che si svolge nel pomeriggio di Pasqua a cura della Confraternita della
Santissima Trinità (Battuti Bianchi).

## Cultura

### Istruzione
Bra è sede dei seguenti istituti scolastici di secondo grado
- Liceo Classico, Scientifico, Linguistico, delle Scienze Umane Statale "Giolitti-Gandino"
- Istituto Tecnico Commerciale Statale "Ernesto Guala"
- Istituto Tecnico Industriale Statale - Sezione Associata "Ascanio Sobrero"
- Istituto Professionale Turistico, Grafico e Alberghiero Statale "Velso Mucci" . È capofila del Polo Enogastronomico Piemontese, che eroga corsi di formazione post-diploma.
- Istituto Professionale Parificato "San Domenico Savio"
- Nella frazione Pollenzo è attiva dal 2004 l'Università degli Studi di Scienze Gastronomiche,  un'università non statale, legalmente riconosciuta.

Accademia degli Innominati
In pieno clima arcadico, il 27 luglio 1702, nacque in Bra l'Accademia degli Innominati. Unica in Piemonte con la Accademia degli Incolti di Torino, fu elevata a colonia arcadica dall'Arcadia di Roma per il prestigio e la rinomanza che acquisì. Era all'origine un'associazione di letterati, poeti, uomini di cultura, amanti della musica e delle arti visive. Gli accademici rinunciavano al proprio nome e assumevano un appellativo con il quale firmavano le fatiche poetiche. Fondatore fu il Conte Pier Ignazio Della Torre ed annoverò fra i soci Giuseppe Zorgnotto, il Sottomesso, Giovanni Battista Bonino , il Geniale e fra gli iscritti anche i più noti letterati italiani del tempo, Ludovico Antonio Muratori e Scipione Maffei. Fra le donne si distinsero la cheraschese Benedetta Clotilde Lunelli e la lucana Aurora Sanseverino. Si riunivano in una casa del centro storico, dove ancora oggi sono visibili dei medaglioni dipinti raffiguranti i personaggi dell'Accademia. La decadenza del sodalizio iniziò dopo il 1720. Nel 2002 si è tenuto a Bra un convegno di studi e approfondimenti, a cura di Alfredo Mango. Gli atti sono raccolti nel volume "L'Arcadia e gli Innominati a Bra", Franco Angeli Edizioni.

### Musei
- Museo di storia naturale "Ettore e Federico Craveri"[20]
- Museo Storico e Archeologico di "Palazzo Traversa"[21]
- Museo del Giocattolo[22]
- Museo della Bicicletta[23]
- Museo della Scrittura Meccanica[24]
- Palazzo Mathis
- Banca del Vino, Agenzia di Pollenzo[12]
- Casa Natale del Santo Cottolengo
- La Zizzola - Casa dei Braidesi

### Cucina

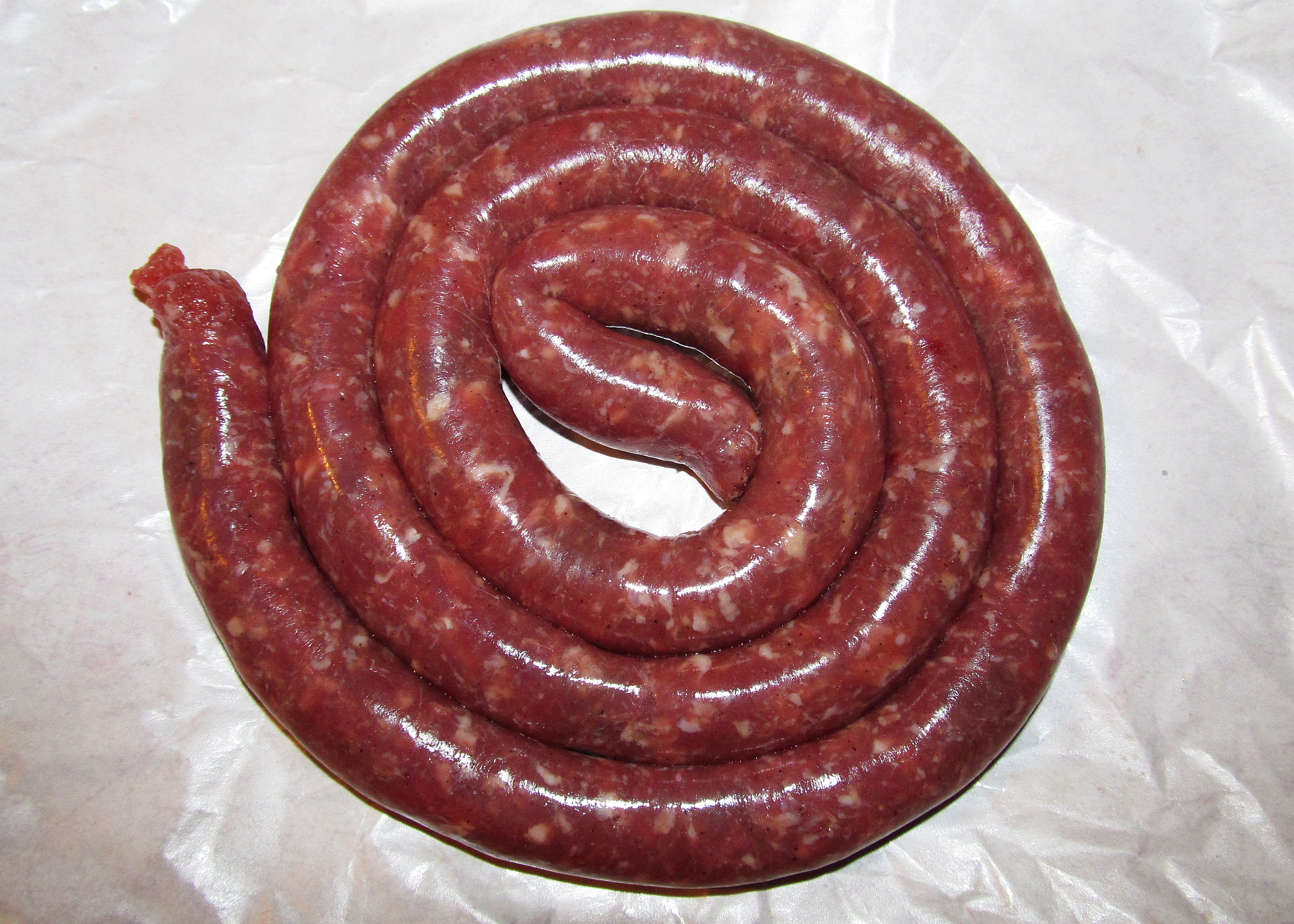
Salsiccia di Bra fresca

- La salsiccia di Bra è preparata miscelando carni magre di bovino e grasso suino.

Un tempo veniva confezionata con la sola carne bovina a beneficio della comunità ebraica di Cherasco. Una tradizione ufficializzata da un decreto reale che autorizzava i macellai di Bra a utilizzare carne bovina nella preparazione di salsiccia fresca, unico caso in Italia. Oggi le macellerie di Bra e dintorni la preparano macinando finemente il 70-80 per cento di polpa magra di vitello di razza Piemontese e il 20-30 per cento di lardo e pancetta suina. La pasta deve essere tenuta morbida e umida e insaccata in un budello piccolo di montone. Ogni macellaio ha un suo dosaggio particolare nella composizione dell'impasto: tutti usano sale marino, una miscela di spezie (pepe bianco, cannella, noce moscata); ognuno personalizza utilizzando aglio, finocchio, porri, parmigiano grattugiato, robiola di Langa stagionata, vino bianco Arneis o Favorita. La salsiccia di Bra va consumata preferibilmente cruda e il più possibile fresca o cotta accompagnata da peperonata.
- Il salòt è un dolce di origini incerte preparato in occasione dell'Epifania. È composto da due dischi di pasta di pane (o di brioche) che racchiudono un ripieno di frutta candita e confettura di albicocche.[26]

### Eventi
La fiera più antica fra quelle in attività è la Rassegna Zootecnica di Pasquetta in piazza Giolitti.
- Negli anni dispari si svolge "Cheese", ovvero la fiera internazionale del latte e del formaggio. Inventata dal movimento Slow Food che ha sede in Bra, essa coinvolge produttori e lavoratori di latte da tutto il mondo. Questa manifestazione ha cadenza biennale e si tiene nel mese di settembre. Solo nell'ultima edizione, hanno visitato la fiera oltre centomila persone durante i quattro giorni dedicati ai formaggi.[27]
- Ogni due anni si svolge "Corto in Bra" rassegna internazionale di cortometraggi.[28]
- Ogni anno nell'ultima domenica di settembre i cortili pubblici e privati del centro storico sono i protagonisti di una iniziativa enogastronomica e culturale "Da cortile a cortile". Attraverso un itinerario allo scoperta della vecchia Bra e dei prodotti del territorio.
- Ogni anno nel mese di maggio si svolge il "Salone del libro per ragazzi", rassegna dell'editoria giovanile che segue di pochi giorni l'edizione maggiore (Salone del Libro di Torino).

## Economia
Sino alla fine del 1860 era presente in Bra una fiorente attività di concerie. Le vicende cittadine del periodo sono narrate nei lavori dello scrittore Giovanni Arpino, braidese per parte di madre. Oggi nulla è rimasto di quel periodo, se non varie tracce nelle facciate di alcuni edifici ex industriali, tra cui la facciata liberty della ex fabbrica Novella in via Piumati.
La città dà il nome ad un formaggio DOP, ma oggi in Bra non si produce neppure una forma dell'omonimo formaggio e anche un tempo proveniva per la maggior parte dai paesi delle vallate e delle montagne di Cuneo. Furono tuttavia i commercianti braidesi a stagionare e a portare "il nostrale" sui mercati piemontesi e soprattutto liguri, dove era usato nella preparazione del pesto. Nel genovese è molto richiesto ancora oggi. Le condizioni climatiche favorevoli e la felice dislocazione geografica di Bra la resero il più grande centro di raccolta per la stagionatura e la commercializzazione, fatta inizialmente su carri trainati da cavalli.
L'economia braidese si è più volte modificata nel corso degli anni. È presente un forte comparto industriale.
Continua a mantenersi solida la produzione agricola orticola, in massima parte commercializzata al mercato all'ingrosso di Torino e tramite la grande distribuzione in Piemonte, Lombardia e Liguria. Consistente il settore zootecnico con allevamento di bovini e suini.
Dal 1842 al 2020 è stata attiva la Cassa di Risparmio di Bra, confluita in BPER BANCA.

### Turismo
Bra appartiene al bacino delle Langhe e del Roero anche se la vocazione turistica è abbastanza recente. La presenza e l'influenza di Slow Food hanno contribuito sensibilmente alla promozione della città e del territorio.

## Infrastrutture e trasporti

### Strade
La città è attraversata dalla Strada statale 231 di Santa Vittoria che collega Asti con Cuneo.
Il Comune è servito dai caselli Bra-Marene e Cherasco della Autostrada A33 Asti-Cuneo. Il casello Bra-Marene è direttamente connesso al centro cittadino tramite la Strada statale 702 Tangenziale Ovest di Bra.

### Ferrovie
La stazione di Bra, situata nella centrale piazza Roma, fu stazione di diramazione delle linee Cavallermaggiore-Alessandria e Torino-Ceva-Savona.
Dopo la perdita del collegamento con Ceva a seguito dell'alluvione del 5-6 novembre 1994 e dopo la chiusura nel 2012 dei servizi su rotaia oltre Alba, fa parte del Servizio ferroviario metropolitano di Torino, come stazione di interscambio della Linea SFM4 Alba-Torino Stura (dal 9 dicembre 2012 al 19 gennaio 2024) e dal 20 gennaio 2024 prolungata via Aeroporto fino a Cirié, perdendo il capolinea di Torino Stura. Offre anche una coppia di corse feriali Alba-Torino Porta Nuova. Era fermata e capolinea dalla Linea SFMB Cavallermaggiore-Bra-Alba (dal 9 giugno 2013), poi diventata Cavallermaggiore-Bra (fino al 2020) e attualmente sostituita da Bus sostitutivi.
Sorge nell'ambito del territorio comunale anche la stazione di Bandito della linea SFM4 Alba-Cirié.
È nei progetti una terza stazione nel territorio comunale denominata "Bra Lavaceto", in prossimità del passaggio a livello in "Strada Ca' del Bosco / Strada Lavaceto", a servizio del quartiere "Madonna Fiori".

### Mobilità urbana
I trasporti urbani di Bra vengono effettuati dalla ditta SAC e sono composte dalle seguenti linee:
| Linea | Percorso                                               | Località toccate                                                    | Frequenza                                                      |
| ----- | ------------------------------------------------------ | ------------------------------------------------------------------- | -------------------------------------------------------------- |
| 1     | Bra (Movicentro) <> Verduno (Ospedale)                 | Bra, Pollenzo, Verduno                                              | Ogni 60' dal lun al sab. 6 coppie nei festivi                  |
| 2     | Sommariva Bosco <> Bra (Centro) <> Verduno (Ospedale)  | Sommariva Bosco, Sanfre', Bandito, Bra, Macellai, Pollenzo, Verduno | Ogni 60' dal lun al sab. Alcune corse limitate a Sanfre' / Bra |
| 3     | Riva <> Bra (Stazione) <> S.Matteo                     | Bra, fraz. Riva, fraz. S.Matteo                                     | Attualmente sospesa 1 coppia nei scolastici (Bra-S.Matteo)     |
| 4     | Bra (Movicentro) <> Roreto <> Cherasco                 | Bra, Roreto, Cherasco                                               | Ogni 60' dal lun al sab. Il sabato ultima corsa alle 12.08     |
| 6     | Bra (Movicentro) <> America dei Boschi <> (Pocapaglia) | Bra, fraz. S.Michele, America dei Boschi (Pocapaglia)               | Ogni 60' dal lun al sab. Il sabato ultima corsa alle 12.35     |
| 7     | Bra (Movicentro) <> Pocapaglia <> (America dei Boschi) | Bra, Pocapaglia, Saliceto, (America dei Boschi)                     | Ogni 60' dal lun al sab. Il sabato ultima corsa alle 12.33     |

I trasporti extraurbani di Bra vengono effettuati principalmente dalla ditta SAC, con alcune autolinee di GUNETTO, ALASSIA, BUS COMPANY.

## Amministrazione
| Periodo        | Periodo        | Primo cittadino    | Partito                                                     | Carica  | Note   |
| -------------- | -------------- | ------------------ | ----------------------------------------------------------- | ------- | ------ |
| 25 giugno 1990 | 29 marzo 1993  | Roberto Dellarossa | Democrazia Cristiana                                        | Sindaco | [ 31 ] |
| 29 marzo 1993  | 28 giugno 2004 | Francesco Guida    | Democrazia Cristiana (fino al 1994) lista civica (dal 1995) | Sindaco | [ 31 ] |
| 29 giugno 2004 | 22 giugno 2009 | Camillo Scimone    | lista civica di centro-destra                               | Sindaco | [ 31 ] |
| 23 giugno 2009 | 9 giugno 2019  | Bruna Sibille      | Partito Democratico                                         | Sindaco | [ 31 ] |
| 10 giugno 2019 | in carica      | Giovanni Fogliato  | Partito Democratico                                         | Sindaco | [ 31 ] |

### Gemellaggi
- Spreitenbach, dal 1988
- Weil der Stadt, dal 2001
- Corral de Bustos, dal 2007
- San Sosti, dal 2007
- Betlemme, dal 2023[32]
- Alessio, dal 2024[33]

La città ha stretto patti d'amicizia con:
- Gualdo Tadino, dal 2011
- Badalucco, dal 2013
- Contea di Yongchang, dal 2015
- Saint-Pons (Alpi dell'Alta Provenza), dal 2015

## Sport
La società Associazione Calcio Bra, fondata nel 1913, ha al suo attivo alcune partecipazioni alla Serie C.
La città di Bra ospita una sezione dell'Associazione Italiana Arbitri, appartenente al Comitato Regionale Piemonte-Val D'Aosta.
A Bra sin dagli anni sessanta viene praticato l'hockey su prato. La squadra più titolata è quella femminile, l'H.F. Lorenzoni, vincitrice di numerosi scudetti nella massima serie del campionato italiano e nel campionato indoor, oltre a Coppe Italia e Supercoppe Italiane. La squadra maschile di hockey su prato vinse il primo scudetto nel campionato 1974/1975 con il nome di Hockey Club Bra e negli anni ha conquistato varie altre volte questo riconoscimento, oltre a coppe e supercoppe nazionali.

### Ciclismo
Il 9 giugno 1994 la 19ª tappa del Giro d'Italia 1994 si è conclusa a Bra da Lavagna con la vittoria di Massimo Ghirotto.
Il 29 maggio 1999 la 14ª tappa del Giro d'Italia 1999 è partita da Bra per Borgo San Dalmazzo con la vittoria di Paolo Savoldelli.
Il 18 maggio 2023 la 12ª tappa del Giro d'Italia 2023 è partita da Bra per Rivoli con la vittoria di Nico Denz.

### Impianti sportivi
La città dispone di vari impianti sportivi capaci di ospitare svariate discipline.
Nel 1972 la Cassa di Risparmio di Bra finanziò la costruzione del palazzetto dello sport, dedicato a basket, hockey indoor, atletica, tennis. Di proprietà comunale, è gestito dalla Polisportiva Palasport ed è sede del Tennis Club Match Ball con annessi campi in terra, manto sintetico, tappeto ed uno in erba.
In viale Madonna dei Fiori vi sono i due campi in erba sintetica per l'hockey su prato, campi da calcio (ivi compreso lo stadio Attilio Bravi, tutti a gestione comunale) e la piscina gestita dalla Società Braidese per il Nuoto, a gestione mista privato (70%) e comune. Tutta l'area, un tempo adibita a piazza d'armi, è delimitata da una pista ciclabile.
Altre strutture sorgono nelle località Bescurone, via Rosselli, Bandito, Pollenzo; in corso Monviso sorge il centro Brasport, adibito soprattutto al calcio a 5.